# SFA (기업)
SFA(에스에프에이)는 1998년 12월 18일 삼성항공(현 한화비전)의 자동화사업부가 분사하면서 설립된 회사이다. 2001년 12월 18일에 코스닥시장에 상장되었다. 본사는 경기도 화성시 동탄순환대로29길 25 (영천동)에 있다.

## 사업
사업은 크게 물류시스템, 디스플레이 기기 제조 장비 등이 있으며 물류시스템 부문은 디스플레이 또는 반도체 등의 제조라인의 공정 등에서 쓰이는 물류시스템을 제작/공급하며, 디스플레이 기기 부문은 OLED/LCD/PDP 제조에 필요한 장비를 제작/공급한다. 기타 우주항공산업 등의 자동화시스템 및 태양광 사업분야에도 진출하고 있다.
매출 구성은 물류시스템이 약 67%, OLED 장비 등이 약 25% 등으로 이루어진다.

## 역사
- 1998년 12월 에스에프에이 설립
- 2000년 7월 기업부설연구소(한국자동화기술센터) 설립
- 2001년 2월 삼성전자와 LCD 제조장비 공동개발계약 체결
- 2001년 12월 기업 공개(코스닥 등록)